# هندلی‌پیج دارت هرالد
هندلی پیج دارت هرالد یک هواپیمای مسافربری توربوپراپ بریتانیایی متعلق به دهه ۱۹۵۰ است.

## مشخصات (دارت هرالد ۲۰۰)
داده‌ها از Jane's All the World's Aircraft 1969-70
ویژگی‌های عمومی
- خدمه: ۲
- ظرفیت: ۵۰–۵۶ مسافر / ۱۱٬۷۰۰ پوند (۵٬۳۰۷ کیلوگرم) بیشینه بار
- طول: ۷۵ فوت ۶ اینچ (۲۳٫۰۱ متر)
- پهنای بال: ۹۴ فوت ۹٫۵ اینچ (۲۸٫۸۹۳ متر)
- ارتفاع: ۲۴ فوت ۱ اینچ (۷٫۳۴ متر)
- مساحت بال‌ها: ۸۸۶ فوت مربع (۸۲٫۳ متر مربع)
- ایرفویل: root: NACA 23016.5; tip: NACA 4412[۲]
- وزن خالی: ۲۵٬۸۰۰ پوند (۱۱٬۷۰۳ کیلوگرم) equipped
- بیشترین وزن برخاست: ۴۳٬۷۰۰ پوند (۱۹٬۸۱۸ کیلوگرم) * حداکثر وزن بدون سوخت: ۳۷٬۵۰۰ پوند (۱۷٬۰۱۰ کیلوگرم)
- حداکثر وزن فرود: ۳۹٬۵۰۰ پوند (۱۷٬۹۱۷ کیلوگرم)
- ظرفیت سوخت: ۱٬۰۸۰ گالون بریتانیایی (۱٬۲۹۷ گالون آمریکایی؛ ۴٬۹۱۰ لیتر) +۲x ۶۰۰ گالون بریتانیایی (۷۲۱ گالون آمریکایی؛ ۲٬۷۲۸ لیتر) مخازن اختیاری زیر بال
- پیشرانه: ۲ عدد موتور توربوپراپ رولز-رویس دارت, ۲٬۱۰۵ اسب بخار کوتاه (۱٬۵۷۰ کیلووات)  در هر موتور equivalent

(۱٬۹۱۰ اسب بخار کوتاه (۱٬۴۲۴ کیلووات) + ۵۰۵ پوند-نیرو (۲٬۲۴۶ نیوتن) residual thrust)
- ملخ‌ها: چهارملخه Rotol، قطر  ۱۲ فوت ۶ اینچ (۳٫۸۱ متر) پروانه های تمام پر با سرعت ثابت

عملکرد
- سرعت کروز: ۲۳۹ گره (۲۷۵ مایل بر ساعت، ۴۴۳ کیلومتر بر ساعت) at ۱۵٬۰۰۰ فوت (۴٬۵۷۲ متر) در ۳۹٬۵۰۰ پوند (۱۷٬۹۱۷ کیلوگرم) AUW
- سرعت واماندگی: ۶۵ گره (۷۵ مایل بر ساعت، ۱۲۰ کیلومتر بر ساعت) در ۳۰٬۰۰۰ پوند (۱۳٬۶۰۸ کیلوگرم) AUW
- بیشینه سرعت مجاز: ۳۰۴ گره (۳۵۰ مایل بر ساعت، ۵۶۳ کیلومتر بر ساعت)
- بُرد: ۶۰۸ مایل دریایی (۷۰۰ مایل، ۱٬۱۲۶ کیلومتر) با بیشترین محموله، ۸۷ مایل دریایی (۱۰۰ مایل؛ ۱۶۱ کیلومتر) diversion, 45 minutes holding

۱٬۵۲۹ مایل دریایی (۱٬۷۶۰ مایل؛ ۲٬۸۳۲ کیلومتر) با حداکثر سوخت استاندارد، بدون اضافه بار
- حداکثر ارتفاع: ۲۷٬۹۰۰ فوت (۸٬۵۰۰ متر) at ۳۵٬۰۰۰ پوند (۱۵٬۸۷۶ کیلوگرم) AUW
- سقف پرواز روی یک موتور: ۱۳٬۰۰۰ فوت (۳٬۹۶۲ متر) در ۳۵٬۰۰۰ پوند (۱۵٬۸۷۶ کیلوگرم) AUW
- نرخ صعود: ۱٬۸۰۵ فوت بر دقیقه (۹٫۱۷ متر بر ثانیه) at ۴۱٬۰۰۰ پوند (۱۸٬۵۹۷ کیلوگرم) AUW
- بارگیری بال: ۴۸٫۵ پوند بر فوت مربع (۲۳۷ کیلوگرم بر متر مربع)
- توان به وزن|توان/جرم: ۰٫۰۹۸ shaft horsepower per pound (۰٫۱۶۱ kilowatts per kilogram) (equivalent hp)
- مسافت برخاست تا ۳۵ فوت (۱۱ متر): ۲٬۷۰۰ فوت (۸۲۳ متر) در ۳۹٬۵۰۰ پوند (۱۷٬۹۱۷ کیلوگرم) AUW
- مسافت فرود از ۵۰ فوت (۱۵ متر): ۱٬۹۰۰ فوت (۵۷۹ متر) در ۳۹٬۵۰۰ پوند (۱۷٬۹۱۷ کیلوگرم) AUW

## همچنین ببینید
هواگردهای با عملکرد، پیکربندی و یا دوره زمانی مشابه
- آنتونوف-۲۴
- Fairchild Hiller FH-227
- فوکر اف۲۷ فرندشیپ
- هاوکر سیدلی اچ‌اس ۷۴۸

- آنتونوف-۲۴
- Fairchild Hiller FH-227
- فوکر اف۲۷ فرندشیپ
- هاوکر سیدلی اچ‌اس ۷۴۸

## بیشتر خواندن
- Clayton, Donald C. Handley Page, an Aircraft Album. Shepperton, Surrey, UK: Ian Allan Ltd. , 1969. شابک ‎۰−۷۱۱۰−۰۰۹۴−۸ISBN 0-7110-0094-8.